# Тосамъячахл
Тосамъячахл — гора высотой в 1137,6 метров на Северном Урале, входит в состав хребта Чистоп и находится в Ивдельском городском округе Свердловской области, Россия.

## Географическое положение
Гора Тосамъячахл расположена в Ивдельском городском округе Свердловской области. Она является северной вершиной хребта Чистоп и находится в 3 километрах к югу от горы Чистоп. Высота — 1137,6 метров. До 750 метров гора покрыта лесом, затем редколесьем, тундра и каменные россыпи и скальные выходы.